# Gintaras Kvitkauskas
Gintaras Kvitkauskas, ros. Гинтарас Викторович Квиткаускас, Gintaras Wiktorowicz Kwitkauskas (ur. 3 stycznia 1967 w Oranach) – litewski piłkarz, grający na pozycji pomocnika lub napastnika, były reprezentant Litwy.

## Kariera piłkarska

### Kariera klubowa
W 1985 rozpoczął karierę piłkarską w klubie Žalgiris Wilno. Występował najpierw w składzie rezerw. W 1991 przeszedł do Paxtakora Taszkent, skąd w następnym roku został zaproszony do Dynama Kijów. 7 marca 1992 roku debiutował w Wyszczej Lidze w meczu z Metalistem Charków (2:1). Nieczęsto wychodził na boisko, a od lata występował tylko w drugiej drużynie Dynama, dlatego zimą przeniósł się do Weresu Równe. W 1994 został piłkarzem litewskiego klubu Panerys Wilno. W 1995 w wieku 26 lat zakończył karierę piłkarską.

### Kariera reprezentacyjna
25 marca 1992 zadebiutował w reprezentacji Litwy. Łącznie rozegrał 5 gier reprezentacyjnych.

## Sukcesy i odznaczenia

### Sukcesy klubowe
- mistrz Litwy: 1991
- brązowy medalista Mistrzostw Litwy: 1990
- wicemistrz Ukrainy: 1992

### Sukcesy reprezentacyjne
- mistrz Baltic Cup: 1992

### Odznaczenia
- tytuł Mistrza Sportu ZSRR: 1989.